# Marisa Tomei
Marisa Tomei, född 4 december 1964 i Brooklyn i New York, är en amerikansk skådespelare. Hon tilldelades en Oscar för sin biroll i Min kusin Vinny (1992) och nominerades till ytterligare en för sin biroll i In the Bedroom (2001).

## Biografi
Tomei föddes i Brooklyn i New York som dotter till Patricia och Gary A. Tomei. Familjen har italienska rötter. Hon har en yngre bror, skådespelaren Adam Tomei och växte upp i Brooklyn-delen Midwood. Hennes intresse för skådespeleri kom efter besök på Broadway-shower. Hon tog examen på Edward R. Murrow High School 1982 och gick på Bostons universitet ett år. 
1984 filmdebuterade Tomei i en mindre roll i komedin The Flamingo Kid med Matt Dillon. Efter flera mindre filmer kom hennes genombrott i Min kusin Vinny 1992. Tomei tilldelades en Oscar för sin biroll.

## Filmografi (i urval)
- 1984 – Toxic Avenger
- 1984 – The Flamingo Kid
- 1986 – Playing for Keeps
- 1987 – Dotter på vift (TV-serie)
- 1991 – Oscar
- 1991 – Zandalee
- 1992 – Equinox
- 1992 – Min kusin Vinny
- 1992 – Chaplin
- 1993 – Hans vilda hjärta
- 1994 – Press-Stopp!
- 1994 – Only You
- 1995 – Familjen Perez
- 1995 – Four Rooms
- 1996 – Ta ned stjärnorna
- 1997 – A Brother's Kiss
- 1997 – Welcome to Sarajevo
- 1998 – Slums of Beverly Hills
- 2000 – Dirk and Betty
- 2000 – Happy Accidents
- 2000 – The Watcher
- 2000 – Vad kvinnor vill ha
- 2001 – In the Bedroom
- 2001 – Trogen tjur sökes
- 2002 – Just a Kiss
- 2002 – The Guru
- 2003 – Anger Management
- 2004 – Alfie
- 2005 – Marilyn Hotchkiss' Ballroom Dancing & Charm School
- 2005 – Loverboy
- 2005 – Factotum
- 2006 – Dannika
- 2006 – Rescue Me (TV-serie)
- 2007 – Wild Hogs
- 2007 – Grace Is Gone
- 2007 – Before the Devil Knows You're Dead
- 2008 – War, Inc.
- 2008 – The Wrestler
- 2009 – Amsterdam
- 2010 – Cyrus
- 2011 – Salvation Boulevard
- 2011 – The Lincoln Lawyer
- 2011 – Maktens män
- 2011 – Crazy, Stupid, Love
- 2012 – Inescapable
- 2012 – Parental Guidance
- 2014 – Love is Strange
- 2014 – Loitering with Intent
- 2014 – The Rewrite
- 2015 – Spare Parts
- 2015 – Trainwreck
- 2015 – Love the Coopers
- 2015 – The Big Short
- 2015 – Empire (TV-serie)
- 2016 – Captain America: Civil War
- 2017 – Spider-Man: Homecoming
- 2017 – Dark Was the Night
- 2018 – After Everything
- 2018 – The First Purge
- 2018 – The Handmaid's Tale (TV-serie)
- 2019 – Frankie
- 2019 – Avengers: Endgame
- 2019 – Spider-Man: Far From Home
- 2020 – Human Capitol
- 2020 – The King of Staten Island
- 2021 – Spider-Man: No Way Home

- 2022 – Delia's Gone
- 2023 – She Came to Me